# Kommutator (Mathematik)
In der Mathematik misst der Kommutator (lateinisch commutare ‚vertauschen‘), wie sehr zwei Elemente einer Gruppe oder einer assoziativen Algebra das Kommutativgesetz verletzen.

## Kommutatoren in Gruppen
Der Kommutator {\displaystyle [g,h]} zweier Elemente {\displaystyle g} und {\displaystyle h} einer Gruppe ist das Element
{\displaystyle [g,h]=g^{-1}h^{-1}gh=(hg)^{-1}gh.}
Manchmal wird der Kommutator auch als das Element
{\displaystyle [g,h]=ghg^{-1}h^{-1}}
definiert. Insbesondere ist der Kommutator zweier invertierbarer Matrizen {\displaystyle A,B\in GL(n,\mathbb {R} )} die Matrix {\displaystyle ABA^{-1}B^{-1}}.
Genau dann, wenn {\displaystyle gh=hg} gilt, ist der Kommutator {\displaystyle [g,h]} das neutrale Element der Gruppe. Die von allen Kommutatoren erzeugte Untergruppe wird Kommutatorgruppe genannt. Kommutatoren werden beispielsweise bei der Definition von nilpotenten und auflösbaren Gruppen verwendet.

## Kommutatoren in Algebren
Kommutatoren werden auch für Ringe und assoziative Algebren definiert. Hier ist der Kommutator {\displaystyle [a,b]} zweier Elemente {\displaystyle a} und {\displaystyle b} definiert als
{\displaystyle [a,b]=ab-ba.}
Er ist genau dann gleich 0, wenn {\displaystyle a} und {\displaystyle b} „kommutieren“ (vertauschen), also wenn {\displaystyle ab=ba} gilt:
{\displaystyle [a,b]=0\Leftrightarrow ab=ba}
Seien {\displaystyle a}, {\displaystyle b} und {\displaystyle c} Elemente einer assoziativen Algebra und {\displaystyle \lambda }, {\displaystyle \mu } Skalare (Elemente des Grundkörpers). Dann gilt:
1. Der Kommutator ist alternierend (antisymmetrisch):
{\displaystyle [a,b]=-[b,a].}
2. Der Kommutator ist bilinear:
{\displaystyle [\lambda a+\mu b,c]=\lambda [a,c]+\mu [b,c],}
{\displaystyle [a,\lambda b+\mu c]=\lambda [a,b]+\mu [a,c].}
3. Der Kommutator genügt der Jacobi-Identität:
{\displaystyle [a,[b,c]]+[b,[c,a]]+[c,[a,b]]=0.}
4. Der Kommutator genügt der Produktregel:
{\displaystyle [a,bc]=[a,b]c+b[a,c],}
{\displaystyle [ab,c]=a[b,c]+[a,c]b.}

Aufgrund der Eigenschaften 1, 2 und 3 wird jede assoziative Algebra {\displaystyle A} mit dem Kommutator als Lie-Klammer zu einer Lie-Algebra.
Weil der Kommutator linear ist und der Produktregel genügt, ist die zu jedem Element {\displaystyle a} adjungierte Selbstabbildung der Algebra
{\displaystyle a_{\text{adjungiert}}\colon b\mapsto [a,b]}
eine Ableitung oder Derivation.

### Antikommutator
Der Antikommutator {\displaystyle \{a,b\}} oder {\displaystyle [a,b]_{+}} zweier Elemente {\displaystyle a} und {\displaystyle b} ist die Summe ihrer Produkte in beiden Reihenfolgen:
{\displaystyle \{a,b\}=ab+ba.}
Er ist genau dann gleich 0, wenn {\displaystyle a} und {\displaystyle b} „antikommutieren“, also wenn {\displaystyle ab=-ba} gilt:
{\displaystyle \{a,b\}=0\Leftrightarrow ab=-ba}
Der Antikommutator ist symmetrisch:
{\displaystyle \{a,b\}=\{b,a\}.}
Es folgt der Zusammenhang mit dem Kommutator:
{\displaystyle \Rightarrow [a,bc]=\{a,b\}c-b\{a,c\}.}
Die definierenden Relationen einer Clifford-Algebra oder Dirac-Algebra betreffen Antikommutatoren.

## Anwendung in der Physik
In der Quantenmechanik gehört zu jedem Messapparat ein hermitescher Operator. Seine Eigenwerte sind die möglichen Messwerte, seine Eigenvektoren entsprechen denjenigen physikalischen Zuständen des zu vermessenden Systems, bei denen der zugehörige Messwert mit Sicherheit auftritt.
Kommutieren zwei dieser Operatoren, so gibt es einen vollständigen Satz gemeinsamer Eigenvektoren, genauer zwei miteinander kommutierende spektrale Zerlegungen. Physikalisch bedeutet dies, dass man beide Messungen gemeinsam vornehmen und Zustände präparieren kann, bei denen beide Messungen sichere Ergebnisse haben. Man spricht dann von kommutierenden, kompatiblen oder verträglichen Observablen.
Gegeben sei: ein Zustand {\displaystyle |A\rangle } in der Dirac-Notation und die Observablen (Operatoren) {\displaystyle \zeta } und {\displaystyle \eta }. Dann gilt für die Bedingung simultaner Eigenzustände:
{\displaystyle \zeta |A\rangle =\zeta ^{'}|A\rangle }
{\displaystyle \eta |A\rangle =\eta ^{'}|A\rangle }
mit den im Allgemeinen komplexen Eigenwerten {\displaystyle \zeta ^{'}} und {\displaystyle \eta ^{'}}. Daraus folgt
{\displaystyle \zeta \eta |A\rangle =\zeta \eta ^{'}|A\rangle =\zeta ^{'}\eta ^{'}|A\rangle =\eta ^{'}\zeta ^{'}|A\rangle =\eta \zeta ^{'}|A\rangle =\eta \zeta |A\rangle }
{\displaystyle [\zeta ,\eta ]|A\rangle \equiv (\zeta \eta -\eta \zeta )|A\rangle =0}
Ist die Bedingung {\displaystyle [\zeta ,\eta ]=0} erfüllt, so sind die beiden Observablen {\displaystyle \zeta } und {\displaystyle \eta } kommutierend und haben simultane Eigenzustände.
Bei kanonischer Quantisierung eines physikalischen Systems treten an die Stelle der Phasenraumkoordinaten Ort und Impuls, die den Zustand des klassischen Systems charakterisieren, der Ortsoperator {\displaystyle x} und der Impulsoperator {\displaystyle p}, für die die fundamentale kanonische Kommutatorrelation gilt (komplementäre Observablen):
{\displaystyle [x_{j},p_{k}]=\mathrm {i} \hbar \delta _{j,k},}
wobei {\displaystyle j} bzw. {\displaystyle k} die Komponenten der Vektor-Operatoren bezeichnen.
In der Heisenbergschen Bewegungsgleichung ersetzt der Kommutator die Poisson-Klammer im Formelbild der entsprechenden, klassischen Bewegungsgleichung der hamiltonschen Mechanik (siehe Anwendungen der Poisson-Klammer).
Gemäß der Heisenbergschen Unschärferelation gibt der Erwartungswert des Kommutators zweier Operatoren eine untere Schranke an das Produkt der Unschärfen der entsprechenden Observablen.
Mit dem Kommutator werden die algebraischen Eigenschaften derjenigen Operatoren angegeben, die in quantenmechanischen Mehrteilchenzuständen Bosonen erzeugen oder vernichten. Da die Erzeugungsoperatoren untereinander kommutieren, sind in Mehrteilchenzuständen die einzelnen Teilchen ununterscheidbar in dem Sinn, dass eine Vertauschung zweier Teilchen keinen anderen, sondern denselben Zustand mit gleicher Phase ergibt.
Mit dem Antikommutator werden in der Quantenmechanik die algebraischen Eigenschaften derjenigen Operatoren angegeben, die in Mehrteilchenzuständen Fermionen erzeugen oder vernichten. Da die Erzeugungsoperatoren untereinander antikommutieren, sind in Mehrteilchenzuständen die einzelnen Teilchen ununterscheidbar in dem Sinn, dass eine Vertauschung zweier Teilchen keinen anderen, sondern denselben Zustand mit entgegengesetzter Phase ergibt.